# Западен гмурец
Западният гмурец (Aechmophorus occidentalis) е вид птица от семейство Podicipedidae. Видът е незастрашен от изчезване.

## Разпространение
Разпространен е в Канада, Мексико и САЩ.